# Theoretical and Applied Climatology
Theoretical and Applied Climatology ist eine monatlich erscheinende begutachtete wissenschaftliche Fachzeitschrift, die von Springer herausgegeben wird. Gegründet wurde die Zeitschrift 1949 als Allgemeine und biologische Klimatologie. Seitdem wurde sie mehrfach umbenannt. Chefredakteur ist Hartmut Graßl, der vor seiner Emeritierung u. a. Direktor des Max-Planck-Institut für Meteorologie war.
Die Zeitschrift publiziert wissenschaftliche Arbeiten zur Klimaforschung, Atmosphärenforschung und der Meteorologie. Dazu zählen unter anderem Studien zur Klimamodellierung, Klimaveränderung und Klimavorhersage, Studien zur Angewandten Meteorologie, beispielsweise in Landwirtschaft und Forstwirtschaft und zur Biometeorologie. Ebenfalls erscheinen Arbeiten zu Strahlungsproblemen, die Auswirkungen auf die Biosphäre haben, anthropogen oder natürlich verursachten Aerosolen und technischen Aspekten der meteorologischen Messungen.
Der Impact Factor lag im Jahr 2016 bei 2,640, der fünfjährige Impact Factor bei 2,621. Damit lag die Zeitschrift beim zweijährigen Impact Factor auf Rang 30 von 85 Zeitschriften in der Kategorie „Meteorologie und Atmosphärenwissenschaften“.